# 잔드로 코프
잔드로 코프(독일어: Sandro Kopp, 1978년 ~ )는 스코틀랜드에 기반을 둔 독일-뉴질랜드 시각 예술가이다. 그의 작품은 고전 회화와 디지털 기술의 교차점을 탐구한다.